# Jean de Montaigu (évêque)
Pour les articles homonymes, voir Montaigu.
Jean de Montaigu (mort vers  1524 ?)  est un ecclésiastique qui fut évêque d'Apt de 1494 à sa mort.

## Biographie
On ignore l'origine familiale de Jean de Montaigu bien qu'il semble qu'il soit originaire du Vivarais. Il est vicaire général de Rostaing d'Ancezune, évêque de Fréjus, lorsque ce dernier est promu à l'archevêché d'Ambrun. Il est lui-même nommé évêque d'Apt le 12 décembre 1494 et confirmé par le pape Alexandre VI. Il est aux côtés de Rostaing d'Ancezune lorsqu'il fait son entrée dans sa cité métropolitaine le 31 mai 1496, ce qui confirme les liens étroits entre le deux hommes. Il est nommé recteur du Comtat Venaissin par le pape Jules II le 8 février 1511 et exerce cette fonction deux années. Dès 1514 il reçoit un coadjuteur avec vocation à sa succession en la personne de Jean de Nicolaï. On ignore la date de sa mort, mais en 1524, il semble que cette dernière ait été annoncée prématurément et que son coadjuteur ait été désigné comme évêque. Il était encore en vie le 2 aout 1527 quand Jean de Nicolaï ne prend encore le titre que d'« évêque élu » mais il meurt peu après.